# Heriaeus copricola
Heriaeus copricola es una especie de araña cangrejo del género Heriaeus, familia Thomisidae. Fue descrita científicamente por van Niekerk & Dippenaar-Schoeman en 2013.

## Distribución
Esta especie se encuentra en Sudáfrica.